# Trần Đức Lương
Trần Đức Lương   (Quảng Ngãi, 5 de maig de 1937 - Hanoi, 20 de maig de 2025) va ser un polític vietnamita, president del país entre el 1997 i el 2006.
Lương va néixer a la província de Quảng Ngãi, traslladant-se a Hanoi després d'acabar l'escola el 1955. Va estudiar geologia a la Universitat de Mineria i Geologia de Hanoi, treballant posteriorment com a cartògraf. El 1959 es va afiliar al Partit Comunista del Vietnam, del qual va passar a ser funcionari durant la dècada de 1970. El 1987 es va convertir en viceprimer ministre. Membre del politburó des del juny de 1996, va ser elegit president el 24 de setembre de 1997, i reelegit el 2002. El 24 de juny de 2006 Lương va anunciar la seva renúncia (juntament amb la del primer ministre Phan Văn Khải). Nguyễn Minh Triết va ser nomenat el seu successor com a president.